# Възобновяема енергия
Възобновяема енергия е енергията, получена от източници, които се приемат за естествено възстановяващи се или за практически неизчерпаеми, т.нар. възобновяеми ресурси – слънчевата светлина, вятъра, дъжда, приливите, геотермалната енергия.
През 2008 г. около 19% от глобалното потребление на енергия идва от възобновяеми източници, включително около 13% от традиционна биомаса (дърва за огрев и други), главно изгаряна за отопление, и 3,2% – от водноелектрически централи (ВЕЦ). Новите възобновяеми източници – малки водноелектрически централи (малка руслова ВЕЦ), съвременна биомаса, вятърни електроцентрали, слънчеви и геотермални електроцентрали, биогорива – дават други 2,7% от потреблението на енергия, като делът им бързо нараства. При производството на електроенергия делът на възобновяемите източници е около 18%, като 15% от електричеството се произвежда от ВЕЦ.

## Развитие и перспективи за използване
Производството на електроенергия от вятърни електроцентрали нараства с 30% годишно, като през 2009 година общата им инсталирана мощност е 157 900 MW, около 1/3 от нея в Германия, Испания, Съединените щати, Индия и Дания. Към края на 2009 година фотоволтаичните електроцентрали по света имат мощност около 21 000 MW, като най-големите фотоволтаични инсталации са в Испания и Германия. Най-голямата слънчева топлоелектрическа централа е с мощност 354 MW и се намира в пустинята Мохаве в Съединените щати, а най-голямата геотермална електроцентрала също е в Съединените щати и има мощност 750 MW. Бразилия има една от най-големите програми за възобновяеми енергийни източници, включващи производството на биоетанол от захарна тръстика, като етанолът дава 18% от консумацията на автомобилно гориво на страната.
Въпреки че много от проектите за възобновяема енергия са голямомащабни, тя намира приложение и в отдалечени райони, където е трудно да се доставя енергия по обичайния начин. В световен мащаб около 3 милиона домакинства се снабдяват с електричество от малки фотоволтаични системи. На много места функционират малки водноелектрически централи, свързани в мрежи на селищно или общинско ниво. Над 30 милиона селски домакинства ползват за осветление и домакински нужди биогаз, извличан от локални инсталации. Готварски печки на дърва и друга биомаса се използват от 160 милиона домакинства.
Опасенията от изменение на климата, нарастването на цените на нефта и увеличаващите се държавни субсидии водят до увеличаване на инвестициите във възобновяеми енергоизточници. Политическата подкрепа и нарастващите субсидии помагат на сектора да понесе относително леко започналата през 2008 година икономическа криза.
Хидросферата абсорбира голяма част от идващата радиация. Повечето радиация се абсорбира близо до екватора, но тази енергия е разпръсната по земното кълбо под формата на вятърни и океански течения. Движението на вълните може да играе важна роля в трансферирането на механическа енергия между атмосферата и океана чрез вятърна сила.

## ВЕИ източници
Възобновяемата енергия се добива от естествени природни източници на енергия, които постоянно се възобновяват. В повечето нейни форми тя се доставя директно от слънцето или от топлината, акумулирана в земята. Източниците на тази енергия са топлината от слънцето, вятърът, океанът, хидроенергията, биомасата, геотермалните ресурси и биогоривата. Всеки един от тези източници има уникални характеристики и това влияе върху това как и къде се използва.
В електроенергетиката, съоръженията за ВЕИ са ветрогенераторите, фотоволтаичните централи, геотермални паро и топлоцентрали. С все по-нарастващия проблем с глобалното затопляне, много от конвенционалните източници вече се заместват от ВЕИ. Учените продължават да търсят нови ВЕИ и да подобряват ефективността на съществуващите съоръжения за по-ефективно преобразуване на енергията от ВЕИ.

### Вятърна енергия
Въздушните течения може да се използват за задвижване на вятърни турбини. Модерните вятърни турбини са с висок кпд на ветрогенераторите и с двигателна мощност от 600 киловата до 5 мегавата, въпреки че за комерсиални цели най-използвани са турбините с мощност от 1,5 – 3 MW. Мощността на турбината зависи от това с каква скорост се върти роторът ѝ. За изграждане на вятърни паркове от ветрогенератори се предпочитат места, където ветровете са по-силни и по-продължителни, като морските брегове и високи места с постоянни и устойчиви въздушни течения.

### Водна енергия
Енергията на водата (под формата на кинетична енергия, температурни разлики или осмотична енергия) също може да бъде използвана. Понеже водата има към 800 пъти по-голяма плътност от въздуха, дори малък поток от вода може да породи значителни количества енергия.
Водноелектрическите централи преобразуват кинетичната енергия на водата в електричество. В България се наблюдава особен интерес към изграждането на малка руслова ВЕЦ. Пример на база публично-частно партньорство е Проект „Среден Искър“.
Чистата вода и съответно реките са едно от богатствата на всяка една страна. Използването на водата на реките за електрическа енергия е само една част от използването на това богатство. Чистата сладка вода се използва за питейни нужди, за напояване, за спортен риболов и рибно стопанство, за почивка на хората, има голямо екологично значение и се използва за спорт и за много други. Поради тази причина използването на язовирите и микроязовирите е въпрос от голямо обществено значение.

#### Морски ВЕЦ
Специален клас електрически централи са тези, които използват енергията на моретата и океаните. Това са:
- Приливни централи, които като се използат преградни стени използват повишаването и понижаването на нивото на водата при приливи и отливи.
- Използване на морски течения.
- Вълнови централи, които използват енергията на вълните.

### Слънчева енергия
Слънчева енергия е енергията, получена от слънчевата светлина. Тя може да се използва по много начини, например:
- Генериране на електрически ток с фотоволтаични слънчеви панели.
- Генериране на електрически ток, използвайки концентрирана слънчева енергия.
- Генериране на електрически ток чрез затопляне на затворен въздух, който завърта турбини в слънчеви кули.
- Генериране на водород, използвайки фото-електрохимични клетки.
- Затопляне на сгради директно, използвайки пасивни соларни конструкции.
- Затопляне на храна, използвайки слънчеви фурни.

### Геотермална енергия
Геотермалната енергия е енергия, получавана от земната топлина. Топлината се прихваща на няколко метра дълбочина в земната кора чрез геотермална топлинна помпа, а в някои райони на Земята може да бъде прихващана и на дълбочина няколко километра. Строежът на геотермална електроцентрала е скъп, но разходите по нейната експлоатацията са ниски, което води до ниска цена на електроенергията.

### Топлинна помпа
Топлинната помпа придвижва топлината от по-студената към по-топлата среда, обратно на законите за движение на топлината, чрез извършване на механична работа за това.
Това е начинът, по който работи обикновеният хладилник с тази разлика, че при отоплението се използва обратната посока на работа. При това, топлинната помпа придвижва топлината от по-студената към по-топлата среда.
Поради по-нестабилните топлинни условия на въздушната среда, при използването на топлината на земята на няколко метра дълбочина, условията на работа се подобряват съществено с използването на външно тяло под земята. При режим на загряване, топлинните помпи са от три до четири пъти по-ефективни от използването на енергията директно в нагревателни уреди.
Счита се, че топлинната помпа е най-ефективната технология за намаляване на емисиите на парниковите газове от всички други налични технологии. Използването на топлинните помпи може да намали с 60% първичната електрическа енергия и 90% от CO2 емисията в Европа през 2050. Използването на топлинни помпи е считано за най-ефективния начин за домакинствата за намаляване на глобалното затопляне и премахването на използването на изкопаеми горива.

### Биогориво
При фотосинтеза растенията растат и създават биомаса. Също известна като биоматерия, биомасата може да бъде използвана директно като гориво или за добиване на биогорива. Биогоривата биодизел и биоетанол, които се произвеждат от биомаса на земеделски култури, могат да бъдат изгаряни в двигатели с вътрешно горене и бойлери. При изгаряне на биогоривата се отделя складираната в тях химическа енергия.

#### Биогаз
В най-типичния случай се получава биогаз със съдържание 50 – 87 % метан, 13 – 50 % CO2, незначителни примеси H2 и H2S. След пречистването на биогаза от СО2 се получава биометан. Биометанът е пълен аналог на природния газ, като разликата е само в произхода.
Тъй като само метанът е източник на енергия в биогаза, е целесъобразно параметрите му да се отнасят към параметрите на природния газ. Обемът на газта зависят от температурата и налягането. По този начин увеличаването на температурата води до намаляването на калорийността. Освен това с увеличаването на влажността се намалява калорийността му. При създаването и използването на станции за биогаз трябва да се имат предвид че:
- Метанът е много вреден в свободно състояние, защото е парников газ с дълъг период на действие и е много по-вреден от CO2.
- Могат да се създават локални станции в непосредствена близост до малките ферми и има голямо значение за всички страни.
- Метанът има най-добро отношение спрямо другите горива на количество генерирана енергия и отделен CO2 при горене.

#### Течно биогориво
За суровина се използват слънчогледови култури, рапица, захарна тръстика, палмово олио и други. На практика всеки тип органична суровина, богата на въглеводороди и достъпна в големи количества, е пригодна за производството на биогорива – например в Испания се развива проект за използването на портокалови кори за производство.
Най-големи добиви (от 7 до 13 пъти по големи от тези на захарна тръстика) се получават от използването на водорасли.

#### Твърдо биогориво
Твърдите биогорива са на първо място дървесина за горене, включително под формата на дърва за горене, дървени брикети, дървесни палети и други видове като например органични отпадъци от бита.
Този вид биогорива имат най-голямо разпространение в развиващите се страни, заради минималните инвестиции, необходими за използването му. В България също така са много разпространени. Изгарянето на твърдите биогорива носи големи вреди за човешкото здраве, когато се извършва в открити огнища и в старите печки за твърдо гориво без филтърни системи. Вредните вещества, които се отделят са въглероден двуокис, серен двуокис и фини прахови частици. Използването на твърди биогорива с висок процент на влага също така намаляват КПД на използване и увеличават вредните емисии.

### Други източници
Разработват се най-различни нови източници на възобновяема енергия. Такива са например:
- Осмотична централа, при която се използва осмоза между морска и прясна вода при устията на реките.[17]
- Използване на шума като източник на енергия

## Екологична оценка
Различните технологии за използване на всяка форма на енергия, включително и възобновяемите енергии, имат различни видове въздействие върху биосферата включително върху хората и тяхната екосистема. Освен директните емисии и използването на ресурсите за една пълна оценка трябва да се вземат предвид изграждането и рециклирането на енергийна инсталация, включително производство, работа, рециклиране и т.н. Тези въздействия трябва да се разберат, оценят, предствени количествено и сравнени с алтернативните възможности. Едва тогава може да се направи пълна оценка на ползите и вредите от всеки един вид от възобновяемите енергийни източници.

### Вятърна енергия
Ветрогенераторите се разглеждат критично от гледна точка на опазване на околната среда. На определени места съществува опасност за прелитащите птици и за прилепите. Данните в Германия показват данни за загинали птици от ветрогенератори многократно по-ниски от тези за загиналите от автомобилното движение.

### Водна енергия
Водата като едно от най-големите богатства на земята има много аспекти при използването си. Един от тях е конфликтът на интереси между живеещите по горното и долното течение на реките. Използването за поливане, електроенергия, питейни нужди, против наводнения и други създават конфликти между различните групи, често и между страни.

### Биоенергия
Биоенергията обхваща използването на твърди, течни и газообразни горива. Изгарянето на биогорива е свързано с отделянето на вредни вещества, особено когато липсват филтри подходящи за целта. В атмосферния въздух се отделят основно фини прахови частици.
Специалното отделяне на площи за отглеждане на биомаса води до намаляване на площите за отглеждане на хранителни продукти.

### Слънчева енергия
При термичните слънчеви колектори, които съдържат основно мед и алуминий и имат живот минимум 30 години, времето за енергийна амортизация е 1 до 2 години т.е. времето, за което те осигуряват същата енергия, която е необходима за производството на системата и инфраструктурата. При фотоволтаичните системи имат съществено значение географското местоположение на централата и технологията и материалите за производството, като например използването на тежки метали. За разширена екологична оценка следва да се отчете и способа на изграждане – дали се заемат обработваеми земи или неизползваеми площи като например покриви на сгради. Сред фотоволтаичните технологии най-бърза енергийна амортизация постигат кадмиевият телурид (CdTe) и концентраторната фотоволтаика (CPV) – под 1 година за системи работещи в Южна Европа.:с. 7,32

## Политика на ЕС
През 2007 г. ЕС си поставя за цел до 2020 г. възобновяемите източници да осигуряват поне 20% от енергийния микс на общността, като същевременно парниковите емисии се намалят с 20% спрямо нивата им през 1990 г., а енергийната ефективност се подобри с 20%.

### Преференции в България
България постига поставената цел на ниво ЕС с 8 години по-рано благодарение на законови мерки, които стимулират инвестициите в електроцентрали с възобновяеми енергийни източници. Докато през 2005 г. делът им от крайното потребление на енергия в България е 9,4%, то през 2012 г. той достига 16,3%. Съгласно европейското законодателство междинната цел за страната за 2011 – 2012 г. е 10,72%, а до края на 2020 г. – 16% .
Електроенергията, произведена от фотоволтаични и вятърни електрически централи, се изкупува на преференциални цени, определени от КЕВР 
| Всички стойности са в лв./MWh                                | Всички стойности са в лв./MWh                                | Всички стойности са в лв./MWh                                | Решение / Дата                                               | Ц-28 / 29.08.2012 | Ц–18/ 28.06.2012 | Ц–18/ 20.06.2011 | Ц–010/ 30.03.2011 | Ц-018/ 31.03.2010 | Ц-04 / 30.03.2009 | Ц-015/ 31.03.2008 |
| Вятърни ЕЦ                                                   |                                                              |                                                              |                                                              |                   |                  |                  |                   |                   |                   |                   |
| 1. Работещи до 2250 часа                                     | 1. Работещи до 2250 часа                                     | 1. Работещи до 2250 часа                                     | 1. Работещи до 2250 часа                                     |                   | 148,71           | 191              | 188,29            | 190,59            | 189,00            | 185,95            |
| 2. Работещи над 2250 часа                                    | 2. Работещи над 2250 часа                                    | 2. Работещи над 2250 часа                                    | 2. Работещи над 2250 часа                                    |                   | 132,71           | 173,06           | 172,95            | 174,44            | 172,00            | 167,90            |
| 3. Работещи с асинхронен генератор с кафезен ротор           | 3. Работещи с асинхронен генератор с кафезен ротор           | 3. Работещи с асинхронен генератор с кафезен ротор           | 3. Работещи с асинхронен генератор с кафезен ротор           |                   | 104,43           | 137,06           | 148,58            | 148,79            | 145,00            | 139,96            |
| Фотоволтаични ЕЦ                                             |                                                              |                                                              |                                                              |                   |                  |                  |                   |                   |                   |                   |
| До 5 kW p                                                    | До 5 kW p                                                    | До 5 kW p                                                    | До 5 kW p                                                    | 193,42            | 268,68           | 576,5            | 760,48            | 792,89            | 823               | 782               |
| Над 5 kW p                                                   | Над 5 kW p                                                   | Над 5 kW p                                                   | Над 5 kW p                                                   | 193,42            | 268,68           | 576,5            | 699,11            | 728,29            | 755               | 718               |
| до 30 kW р                                                   |                                                              |                                                              |                                                              | 193,42            | 268,68           | 576,5            | 699,11            | 728,29            | 755               | 718               |
| над 30 kW р до 200 kW р                                      | над 30 kW р до 200 kW р                                      | над 30 kW р до 200 kW р                                      | над 30 kW р до 200 kW р                                      | 188,10            | 260,77           | 567,41           | 699,11            | 728,29            | 755               | 718               |
| над 200 kW р до 10 000 kW р                                  | над 200 kW р до 10 000 kW р                                  | над 200 kW р до 10 000 kW р                                  | над 200 kW р до 10 000 kW р                                  | 171,37            | 237,05           | 485,60           | 699,11            | 728,29            | 755               | 718               |
| над 10 000 kW р                                              | над 10 000 kW р                                              | над 10 000 kW р                                              | над 10 000 kW р                                              | 169,85            | 236,26           | 485,60           | 699,11            | 728,29            | 755               | 718               |
| ФЕЦ, монтирани на покриви и фасади до 5 kW р                 | ФЕЦ, монтирани на покриви и фасади до 5 kW р                 | ФЕЦ, монтирани на покриви и фасади до 5 kW р                 | ФЕЦ, монтирани на покриви и фасади до 5 kW р                 | 381.18            | 400,70           | 605,23           | 699,11            | 728,29            | 755               | 718               |
| ФЕЦ, монтирани на покриви и фасади над 5 kWт р до 30 kW р    | ФЕЦ, монтирани на покриви и фасади над 5 kWт р до 30 kW р    | ФЕЦ, монтирани на покриви и фасади над 5 kWт р до 30 kW р    | ФЕЦ, монтирани на покриви и фасади над 5 kWт р до 30 kW р    | 289,96            | 400,70           | 605,23           | 699,11            | 728,29            | 755               | 718               |
| ФЕЦ, монтирани на покриви и фасади над 30 kW р до 200 kW р   | ФЕЦ, монтирани на покриви и фасади над 30 kW р до 200 kW р   | ФЕЦ, монтирани на покриви и фасади над 30 kW р до 200 kW р   | ФЕЦ, монтирани на покриви и фасади над 30 kW р до 200 kW р   | 226,87            | 369,08           | 596,5            | 699,11            | 728,29            | 755               | 718               |
| ФЕЦ, монтирани на покриви и фасади над 200 kW р до 1000 kW р | ФЕЦ, монтирани на покриви и фасади над 200 kW р до 1000 kW р | ФЕЦ, монтирани на покриви и фасади над 200 kW р до 1000 kW р | ФЕЦ, монтирани на покриви и фасади над 200 kW р до 1000 kW р | 206,34            | 316,11           | 583,77           | 699,11            | 728,29            | 755               | 718               |

## Развиващи се страни
Повечето развиващи се страни имат достатъчно ресурси за възобновяема енергия като слънце, вятър, геотермална енергия и твърди горива. С развитието на този вид енергия развиващите се страни ще намаляват своята зависимост от газ, петрол и централно снабдяване с електрическа енергия.